# ژرسدورفیت
ژرسدورفیت  (به انگلیسی: Gersdorffite) با فرمول شیمیایی NiAsS از مجموعه کانی هاست و هدایت ضعیف‌الکتریکی دارد. از واژه Gersdorff مالک معدن آن در اتریشاخذ شده‌است. محلول در HNO3 Ni:۳۵٫۴۱٪ As:۴۵٫۲۶٪ S:۱۹٫۳۳٪ برای اولین بار در آلمان شرقی کشف شد و از نظر شکل بلور: اکتائدر - هگزا اکتائدر -پنتاگونودودکائدر، رنگ: سفید نقره‌ای که سریعاً سیاه می‌شود.، شفافیت: کدر(اپاک)، شکستگی: نامنظم، جلا: فلزی، رخ: کامل، سیستم تبلور: مکعبی و در رده‌بندی سولفور است همچنین خاصیت مغناطیسی ندارد و منشأ تشکیل آن هیدروترمال است.
همایند کانی‌شناسی (پارانژ) آن سختی - چگالی - محتوای کم Sbاولمانیتلینه ایت - کلوآنتیت - اولمانیت- کالکوپیریت- سیدریت- اولمانیت است
، از نظر ژیزمان بلوری - آگرگات دانه‌ای فراوان است و بیشتر در آلمان غربی و شرقی، چک اسلواکی، اطریش، کانادا و بولیوی یافت می‌شود.